# Бозеш (Хунедоара)
Бозеш (рум. Bozeș) насеље је у Румунији у округу Хунедоара у општини Ђеоађу. Oпштина се налази на надморској висини од 281 m.

## Становништво
Према подацима из 2002. године у насељу је живело 248 становника, од којих су сви румунске националности.